# Meret Oppenheim
Meret Oppenheim (Berlino, 6 ottobre 1913 – Basilea, 15 novembre 1985) è stata un'artista e designer svizzera di origine tedesca.
Musa ispiratrice del movimento surrealista, Oppenheim è ricordata per essere stata una delle modelle preferite del fotografo Man Ray, nonché l'autrice dell'opera Déjeuner en fourrure (1936), che rimane la più nota del suo repertorio.

## Biografia

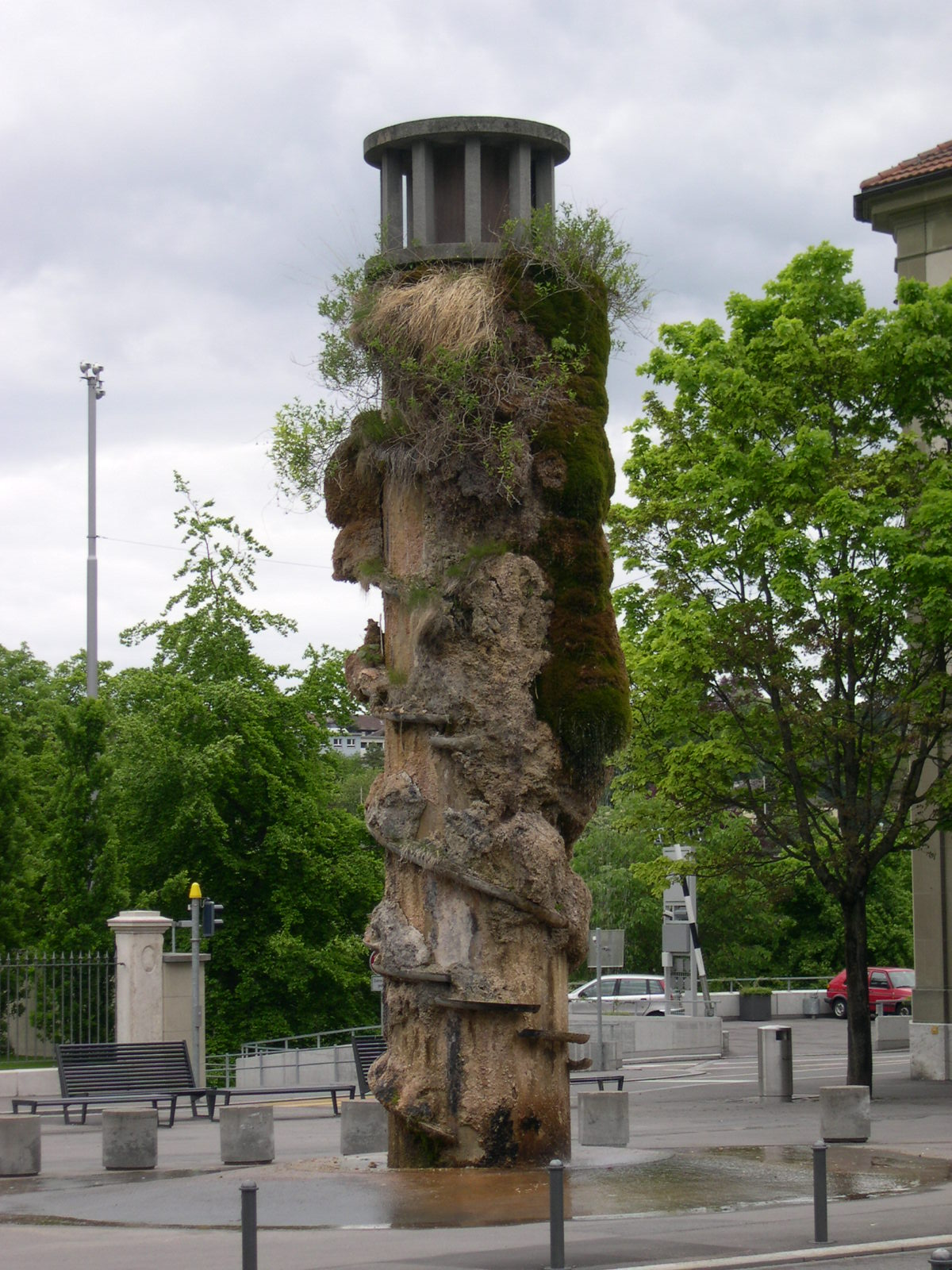
La Fontana di Oppenheim progettata dall'artista nel 1983 e situata a Berna

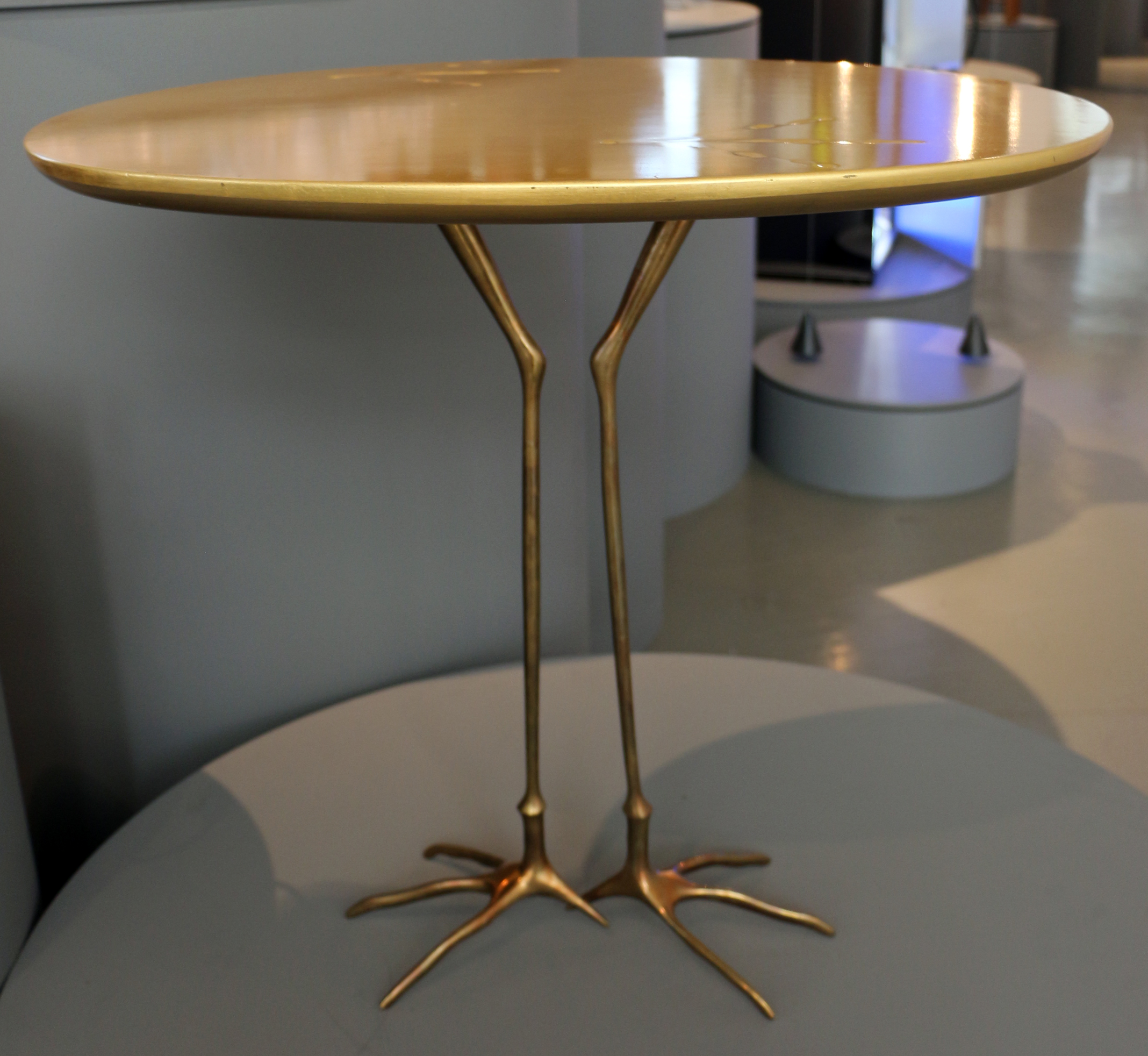
Tisch mit Vogelfüssen (1972)

Nata da padre tedesco e madre svizzera, Meret Oppenheim si trasferì a Parigi nel 1932, dove realizzò quadri astratti e spesso recanti iscrizioni e oggetti incollati. Nel 1933 conobbe gli artisti Alberto Giacometti e Hans Arp, che, affascinati dal suo aspetto e dal suo atteggiamento estroverso, decisero di renderla un membro del gruppo surrealista. Con essi partecipò a diverse esibizioni, compresa quella del Salon des Surindépendants (1933) divenendo inoltre compagna sentimentale di Max Ernst (seppur fugacemente) e di Man Ray, che la rese protagonista di molti suoi lavori.
Nel 1938 intraprese un viaggio in Italia insieme con Leonor Fini e lo scrittore André Pieyre de Mandiargues. Lo stile "feticista" dell'artista segnò almeno due opere divenute celebri: Colazione in pelliccia e La mia governante, entrambe del 1936. La prima di esse è una tazza con cucchiaio e piattino rivestita di pelliccia, mentre la seconda consiste in due scarpe rovesciate e poste su un vassoio. Secondo quanto riportato, esse "determinarono un approccio nuovo al tema del feticcio e della sessualità, tanto più interessante perché considerato dal punto di vista femminile".
Dopo essere tornata in Svizzera alla fine del decennio, la Oppenheim rimase inattiva fino ai primi anni cinquanta e intraprese lezioni di disegno e pittura nella scuola d'arte e mestieri di Basilea. All'inizio degli anni cinquanta, riprese la sua attività artistica, cimentandosi nella progettazione di costumi teatrali e opere di design. Nel 1959 realizzò, dapprima a Berna e successivamente all'esposizione EROS di Parigi, il celebre happening Festino di primavera: un banchetto apparecchiato sul corpo nudo di una donna presso cui i partecipanti interagivano direttamente. L'opera viene citata quale anticipatrice della body art. Meret Oppenheim morì nel 1985 all'età di 72 anni.

## Stile
Sebbene sia nota per i suoi "feticci trasfigurati in chiave onirica" come Colazione in pelliccia, Meret Oppenheim è stata autrice di numerosi schizzi di sogni e progetti che rifletterebbero molte delle sue premesse. Secondo quanto riportato:

In un elogio del poeta André Pieyre de Mandiargues rivolto all'artista, è scritto: